# Альварадо, Николас
Николас Альварадо Капорале (исп. Nicolás Alvarado Caporale; род. 24 июля 1976, Буэнос-Айрес) — испанский игрок в пляжный футбол. Выступал за сборную Испании. Участник шести чемпионатов мира (2005, 2006, 2007, 2008, 2009, 2015). Главный тренер сборной Беларуси.

## Карьера игрока
Родился в Буэнос-Айресе. В полуторагодичном возрасте вместе с родителями переехал в Испанию, поскольку его отец-музыкант исполнил музыку адресованную против военной диктатуры в Аргентине. Вначале семья жила в Мадриде, а затем в Ла-Корунье в регионе Галисия.
На юношеском уровне играл за команду из города Ла-Корунья. В 2001 году выступал за команду «Мальпика» в четвёртом по силе дивизионе.
Впервые в пляжный футбол сыграл в 1997 году. На клубном уровне играл за испанские «Барселону», «Альмерию» и «Карноту Ла-Корунья», итальянский «Милан» и швейцарский «Грассхоппер».
На одном из турниров его заметил Хоакин Алонсо и в 1998 году пригласил выступать за сборную Испании. С момента перехода чемпионата мира по пляжному футболу под эгиду ФИФА Альварадо сыграл на шести турнирах. Завершил карьеру в сборной после мундиаля 2015 года в Португалии.
По количеству забитых голов на чемпионатах мира в футболке испанской сборной Нико уступает лишь Рамиро Амарелле.

## Тренерская карьера
Начал тренерскую карьеру в 2017 году, встав у руля сборной Беларуси по пляжному футболу. Вместе с командой завоёвывал бронзовые и серебряные награды Евролиги в 2021 и 2023 годах. Альварадо трижды выводил подопечных на чемпионат мира по пляжному футболу. На мундиале 2024 года Беларусь добилась наивысшего результата в своей истории, заняв четвёртое место.
В ноябре 2023 года подписал контракт с российским клубом «Краснодар-ЮМР», рассчитанный до конца 2025 года. На этом посту он будет совмещать работу с деятельностью в белорусской сборной.
Николас Альварадо пять раз был номинирован на звание лучшего тренера мира по пляжному футболу в 2018, 2019, 2021, 2022 и 2023 годах.
Привел сборную Белоруссии к серебряным медалям чемпионата мира 2025 года по пляжному футболу. В финале белорусы уступили бразильцам со счетом 3:4.

## Достижения

### В качестве игрока
Сборная Испании
- Финалист чемпионата мира: 2013
- Победитель Кубка Европы: 2008[16], 2009[17], 2014[18]

На клубном уровне
- Чемпион Италии: 2006[19], 2007[20] (Милан)
- Победитель Кубка Италии: 2006[21], 2007[22], 2009[23], 2010[24] (Милан)
- Победитель Суперкубка Италии: 2010[25] (Милан)
- Финалист Кубка европейских чемпионов: 2015 (Катания)[26]
- Победитель Клубного Мундиалито: 2015 (Барселона)[7]

Индивидуальные
- Лучший игрок Кубка Италии: 2006[21]
- Лучший игрок Кубка Европы: 2008[16], 2009[17]

### В качестве тренера
- Серебряный призёр Евролиги: 2021[8]
- Серебряный призёр чемпионата мира: 2025
- Бронзовый призёр Евролиги: 2023[8]
- Победитель Игр стран СНГ: 2023[8]

## Личная жизнь
Проживает в Ла-Корунье. Женат, воспитывает дочь Сару.